# O Barão de Lavos

“A plenitude da vida, a arrogância genital, a evolução orgânica ao máximo, própria dos 32 anos, mantinham no barão ainda fortes e dominantes as tendências naturais da virilidade. Ele tinha por enquanto junto do efebo os mesmos apetites de penetração e de posse que o homem sente de ordinário para com a mulher. Todavia, em raros momentos de vertigem, ao contato da sua carne com aquela outra virilidade impetuosa e fresca, percorria-lhe os músculos, fugidio, breve, um movimento efeminado; faiscava-lhe no espírito uma pregustação de prazer que tivesse por base a passividade, o abandono; entrava de suporar-lhe da vontade uma solicitação em escorço de não se entregar, de ser possuído, de ser femeado, em suma. O que era, a um tempo, corolário do seu temperamento, é sinal patognômico do finalisar de uma raça inútil, do agonizar de uma família que vinha assim desfazer-se, podre das últimas aberrações e das últimas baixezas, na pessoa do seu representante derradeiro. Era como o início da formação de um edema de natureza moral, purulento, mole, crescendo traiçoeiramente sem dor e sem pruridos, abeberando-se farto e rápido na degradativa essência do doente, com numa esterqueira os cogumelos.”

— Botelho, 1891, p. 94
O Barão de Lavos é um romance do escritor português Abel Botelho, publicado em 1891, com uma segunda edição revista em 1898 publicada pela Livraria Chaudron. É o primeiro volume da série Patologia Social.

## Enredo
Sebastião, o barão de Lavos, seduz Eugénio, um vendedor de cautelas do Passeio Público. Põe-no por conta numa casa que possui, mas acaba por se apaixonar pelo jovem. Quando este se começa a sentir mais à vontade, inicia-se a explorar financeiramente o barão. Este, cada vez mais envolvido, traz Eugénio para o seu círculo social. A proximidade com a baronesa, esposa de Sebastião, cria nesta e no jovem uma atracção, e os dois tornam-se amantes. Quando o barão os descobre, começa a sua queda vertiginosa, em que acabará arruinado e morto por jovens delinquentes.

## Personagens
- Sebastião de Castro e Noronha, Barão de Lavos - nobre descendente de duas das mais antigas e importantes famílias da nobreza nacional
- Elvira - formosa filha de um antigo comerciante de panos que se casa com Sebastião
- Eugénio - paixão de Sebastião, jovem enjeitado pelos pais

## Tema
É considerado o primeiro livro em Portugal a tratar do tema do homossexualismo, e não da pedofilia como possa parecer na actualidade. À época da primeira edição, o escândalo e atracção em relação ao livro deviam-se ao primeiro dos temas. Além disso, Eugénio  tem 16 anos, e no final do livro o autor informa-nos que as preferências dele mudaram, preferindo "(...) tipos de músculo e de força, dos marujos, dos militares e dos cocheiros" (Capítulo XV).
O livro apresenta o homossexualismo do protagonista como uma doença, com causas como a origem ilegítima da família e os males da vida e sociedade lisboeta.

## Análise moderna
Existe um artigo pelo historiador da literatura portuguesa Robert Howes a respeito do romance. Estabelece e explica a relação entre o livro e o escândalo contemporâneo envolvendo as "excentricidades" (como foram referenciadas as suas aventuras homossexuais) do 2.º Marquês de Valada. Foi publicado na revista inglesa Sexualidades em 2002.